# Цигановац (језеро)
Цигановац (Цигиновац, Цигино језеро) је једно од шеснаест Плитвичких језера. Налази се групи Горњих језера и заузима површину од 0,075 км². Надморска висина је 632 м, а највећа дубина 13 метара. Према површини је укупно пето по реду.

## Опис
Језеро је добило према легенди да се у њој утопио Ром који је наводно пецао рибу на обали. Назива се још и Цигиновац или Цигино језеро. Обале су обрасле четинарском шумом на западу, док се са севера уздише благо кречњачко узвишење Стубица. Воду добија од подземних извора, а највише од Прошћанског језера преко ископаног канала и преко слапа. Наставља се у језеро Округљак